# ガリレオ・ガリレイ

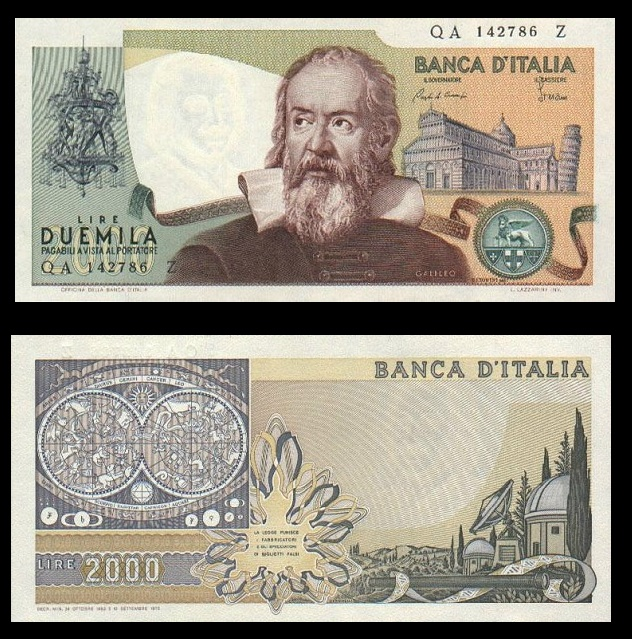
ガリレオ・ガリレイの肖像がデザインされている2000リラ紙幣

ガリレオ・ガリレイ（伊: Galileo Galilei、ユリウス暦1564年2月15日 - グレゴリオ暦1642年1月8日）は、イタリアの自然哲学者、天文学者、数学者。

## 概説
近代科学的な手法を樹立するのに多大な貢献をし、しばしば「近代科学の父」と呼ばれる。また天文学分野での貢献を称えて「天文学の父」とも呼ばれる。
最初は医学をピサ大学で学んだが、ユークリッドやアルキメデスの本を読むうちに数学や力学へと関心が移った。そのうち学資不足となり、大学を途中で去った ものの、比重や重心の研究などで頭角を現し、1589年～1591年にはピサ大学の数学講師、1592年～1610年にはパドヴァ大学の数学（および天文学などの）教授として勤務。
物理学（自然学）分野では、「振り子の等時性」に関する研究や「斜面上をころがる物体の運動」に関する理論などを出発点として 1604年頃には落体（らくたい。鉛直方向に落下する物体）の運動法則の数学的定式化を完成させた。自然現象に対して、数学的手法および思考実験を用いて迫り、（仮説を）実験によって検証するというガリレオの方法は、（当時はまだ存在していなかった）「科学」の方法を新たに確立するのに大きく貢献するものであった。
天文学分野では、みずから改良したガリレオ式望遠鏡を使って木星の衛星、月面の凹凸（＝クレーター）、太陽の黒点などを発見し、『星界の報告』（Sidereus Nuncius、1610年刊行）を著した。1610年に「トスカナ大公付きの数学者」という（その地域では）名誉ある地位、1611年にはローマのアッカデーミア・デイ・リンチェイ会員となった。
主著の『天文対話』Dialogo sopra i due massimi sistemi del mondo, tolemaico e copernicano（1632年）や『新科学対話』Discorsi e dimostrazioni matematiche intorno a due nuove scienze attenenti alla meccanica（1638年）は、いずれも（イタリア人が実際に話している）イタリア語で書かれ、しかもいきいきとした対話形式で書かれた本であり、当時の「学術書というのはラテン語で書くもの」という学術的伝統の殻を打ち破って、自身の文学的才能も見せつつ、ガリレオ自身は「nuove scienze」（「新たな知（識）」）と呼んだ、現在の自然科学へと繋がる手法を創始した書である。

## 名前
トスカーナ地方では、時に長男の名前は「姓」を単数形にしてその名前とする習慣があった。ヴィンチェンツォ・ガリレイの第一子が「ガリレオ・ガリレイ」と名付けられたのも長男ゆえと考えられている。
イタリア語話者にとっては、ガリレオの名は当時のヨーロッパの文化を反映した、キリスト教徒的な名前であり、「Galileo」は「ガリラヤの人（ガリラヤ人）」という意味の言葉であり、複数形「Galilei」は「ガリラヤの人々」や「キリスト教徒（たち）」を指しうる。定冠詞を付けた単数形 「il Galileo」はキリスト教徒にとっては、（ガリラヤ出身の人である）イエス・キリストを主に指す、婉曲表現である。
また、イタリアでは特別な功績を残した人物を、姓ではなく名（ファーストネーム）で呼ぶ習慣がある（ダンテ、レオナルド、ミケランジェロ、ラファエロ、ナポレオンなど）ため、名を使って「ガリレオ」と呼称されることが多い。
欧州ではオランダ、ドイツ、スカンジナビアではGalilei、フランスではGaliléeとファミリーネームで呼ばれているが、ほとんどの国ではファーストネームで呼ばれている。ガリレオ・ガリレイの家系には、同姓同名の「ガリレオ・ガリレイ」という名の医師がいた。

## 生涯

### 生い立ち
ガリレオは1564年2月15日、ヴィンチェンツォ・ガリレイ（Vincenzo Galilei）を父、ジュリア・アマンナーティ（Giulia Ammannati）を母として、トスカーナ大公国領ピサで誕生した。
父のヴィンチェンツォは1520年フィレンツェ生まれの、禄高は微々たるものだったが一応は貴族の出身者で、生業（生活費を得るための職業）としては呉服商を営んでいたが、音程学の研究者や音楽家としても名が知られた人物であった。母はペーシャ生まれであった。
2人は1563年に結婚し、その翌年にイタリアのトスカーナ大公国領ピサで長男のガリレオが生まれた。この後、ガリレオには弟4人、妹2人ができた。弟のひとり ミケランジェロ・ガリレイ（1575年 - 1631年）は父のように音楽方面で活躍し、リュート奏者、作曲家として名を残した。
父ヴィンチェンツォは音響学の研究で数的な記述・分析を重視する手法を用いた。これがのちに息子ガリレオが運動研究でとった数的な手法に影響を与えることになった、と指摘されている。

### 学業と業績
1581年、ガリレオはピサ大学に入学するが、1585年に退学。1582年ごろからトスカーナ宮廷つきの数学者 オスティリオ・リッチにユークリッドやアルキメデスを学び、1586年にはアルキメデスの著作に基づいて天秤を改良し最初の科学論文『小天秤』を発表する。
1589年にピサ大学の教授の地位を得て、数学を教えた。

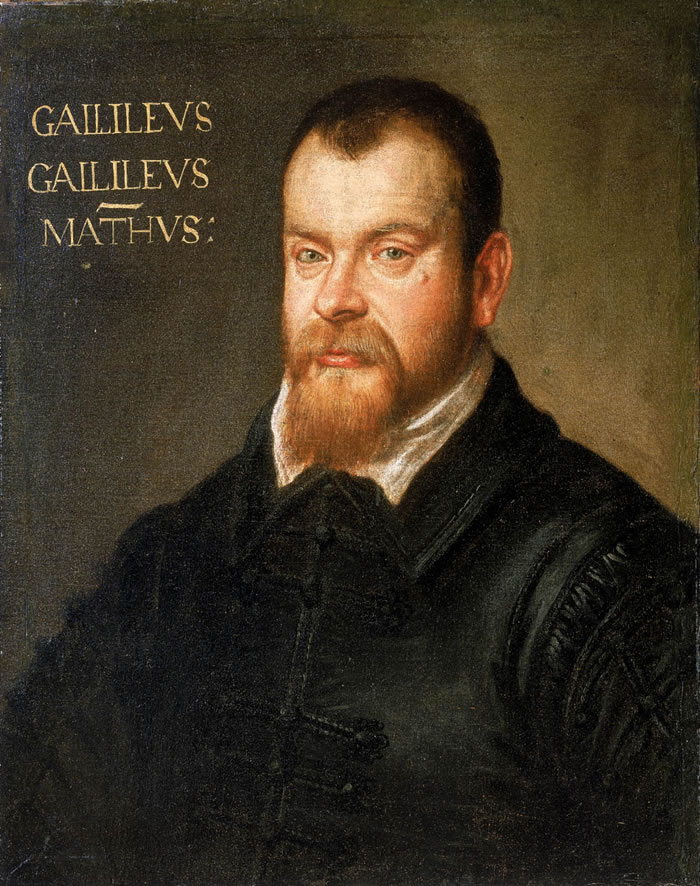
1605-1607年ころのガリレオ

1592年パドヴァ大学で教授の職を得、1610年まで幾何学、数学、天文学を教えた。この時期、ガリレオは多くの画期的発見や改良を成し遂げている。

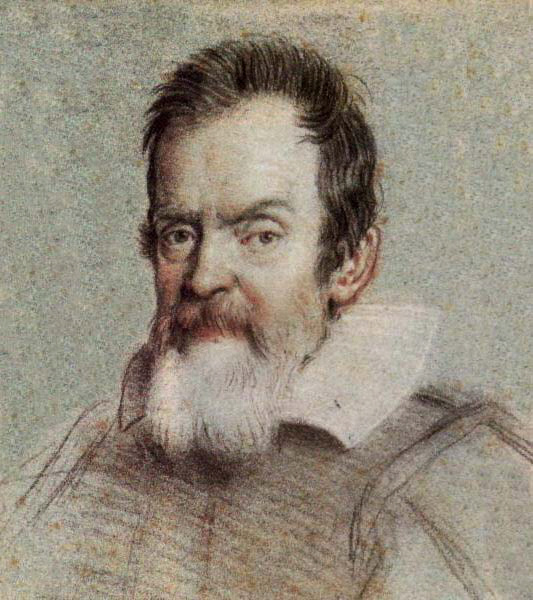
1624年のデッサン

前述のようにガリレオの父は音響学の分野ではすでに数学的な手法を大いに取り入れていたわけであるが、息子のガリレオは、物体の運動の研究をするときに（父にならって）実験結果を数的（数学的）に記述し分析するという手法を採用した。このことが現代の自然科学の領域で高く評価されている。ガリレオ以前にはこのように運動を数的に研究する手法はヨーロッパにはなかったと考えられている。さらにガリレオは、天文の問題や物理の問題について考えるときにアリストテレスの説や教会が支持する説など、既存の理論体系や多数派が信じている説に盲目的に従うのではなく、自分自身で実験を行って実際に起こる現象を自分の眼で確かめるという方法をとったと一般に考えられている。それらにより現代では「科学の父」と呼ばれている。

### 父の死と家族の扶養
1591年に父が死去し、その後は家族の扶養や妹の（結婚の）持参金の支払いはガリレオの肩にのしかかることになった。

### 結婚と子供

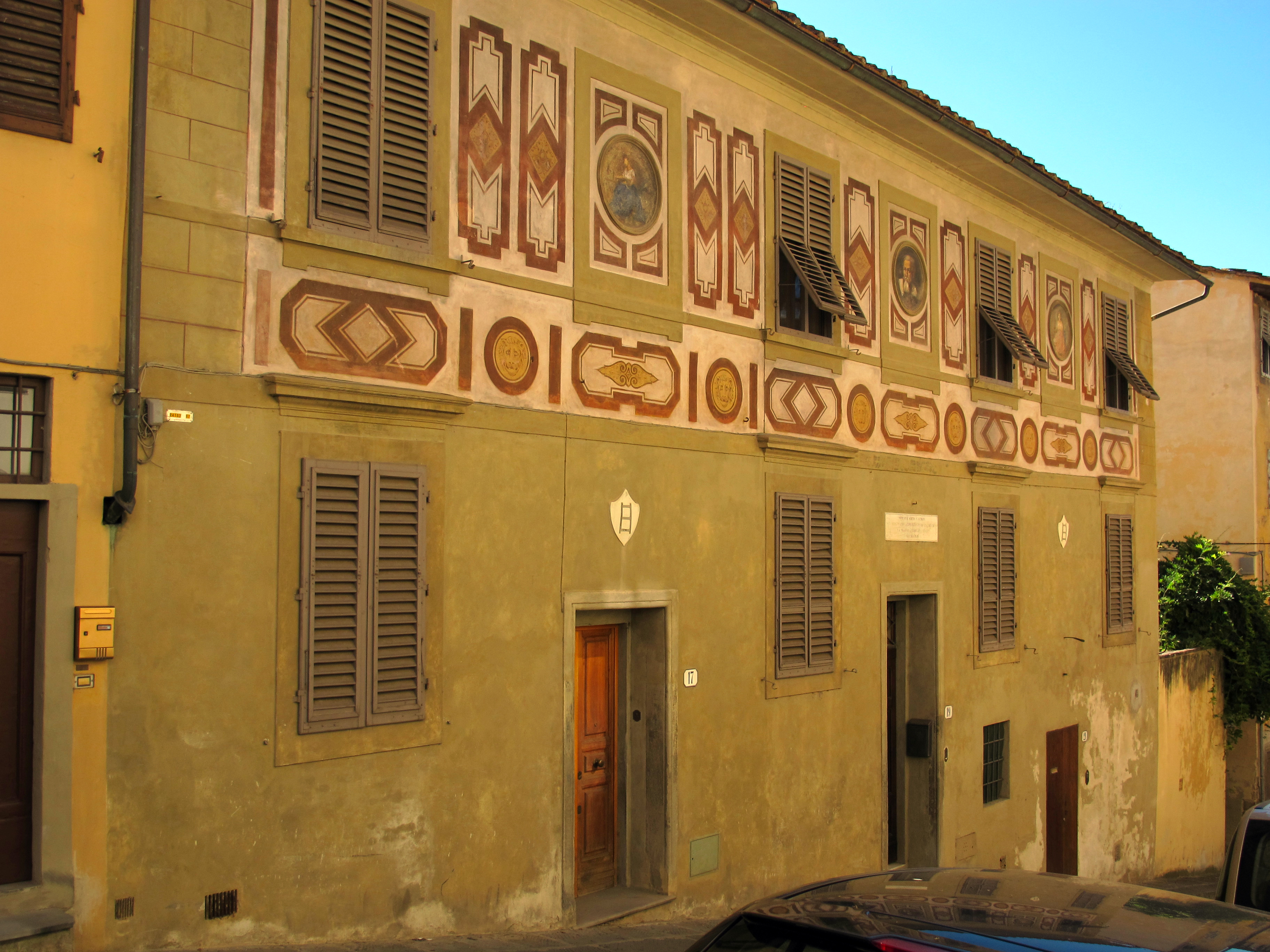
フィレンツェでのガリレオの家

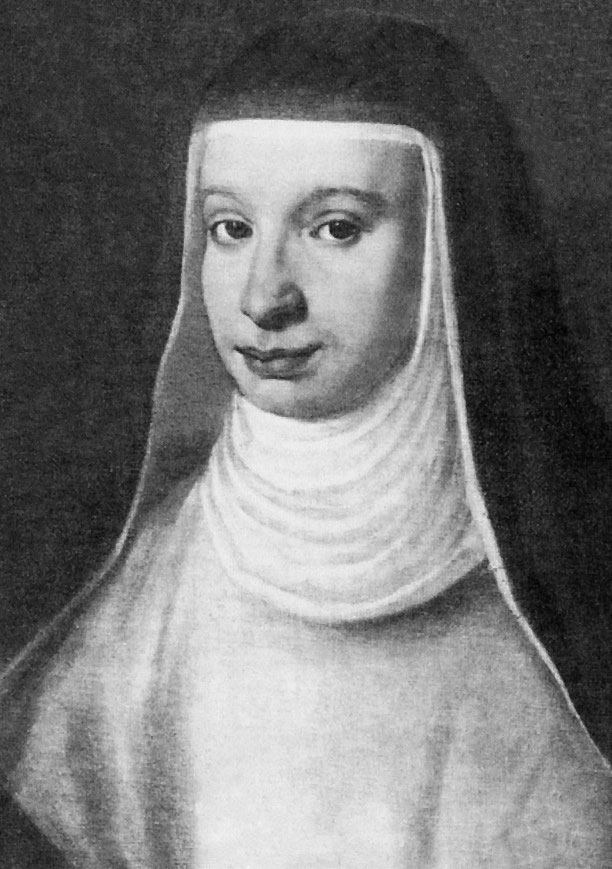
愛娘のマリア・チェレステ

ガリレオはしばしばヴェネツィアを訪れていたが、そのヴェネツィアで6歳ほど年下のマリナ・ガンバ（Marina Gamba、1570年 - 1619年）と出会い、交際が始まった。当時パドヴァにあったガリレオの家で2人は一緒に暮らし始め、2女1男をもうけた。
ガリレオは敬虔なローマ・カトリックの教徒であった。教会が認める形の結婚をしなかったのは、教会に敵意をもっていたからではなく、多くの弟妹の面倒を見なければならなかったため、経済的負担が重すぎたという理由である。
信仰の篤いガリレオは、2人の娘、ヴィルジニア・ガリレイ（Virginia Galilei、1600年8月12日 - 1634年4月2日）とリヴィア（Livia、1601年 - 1659年）を、幼いうちにアルチェトリの聖マッテオ修道院に入れた。
長女のヴィルジニアは、1616年に修道女となり、マリア・チェレステ（Maria Celeste）と改名した。この名は聖母マリアの名と、父ガリレイの愛する天文学にちなむ言葉を組み合わせたもので、Celesteとはイタリア語で「天」のことである。マリア・チェレステ尼と父ガリレオは親子の情愛に満ち溢れた手紙のやりとりをしていたようで、マリア・チェレステから父ガリレオに宛てた手紙124通が、ガリレオの死後に彼の文書の中から発見され現存している。次女のリヴィアは、1617年に修道女となり、アルカンジェラと改名した。
息子のヴィンツェンツィオ（Vincenzio、1606年 - 1649年）は1619年に父に認知され、セスティリア・ボッキネーリ（Sestilia Bocchineri）と結婚した。

### 晩年

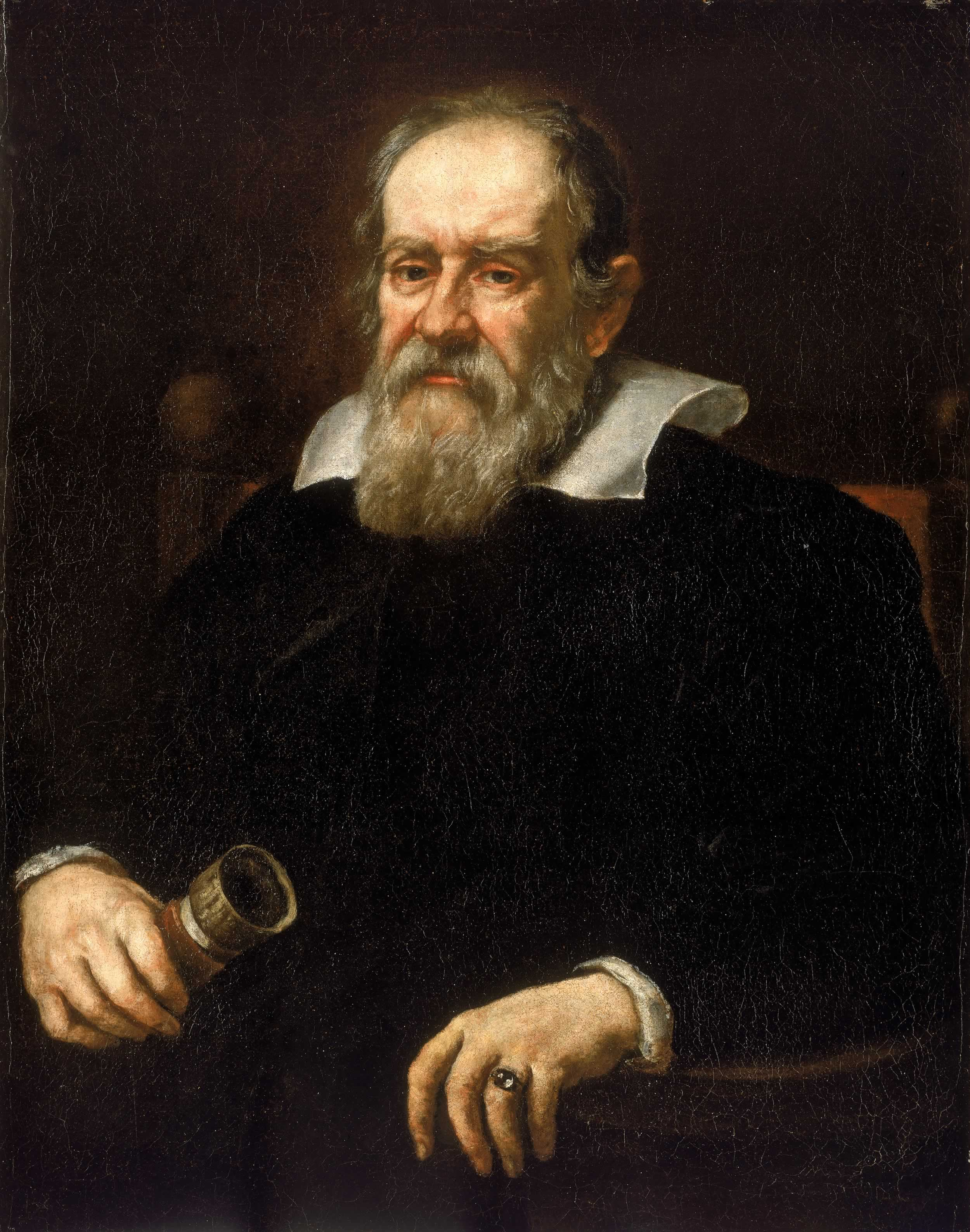
晩年、最愛の長女ヴィルジニア（マリア・チェレステ）を失った後のガリレオ（1636年）。ユストゥス・スステルマンス（en）による肖像画。

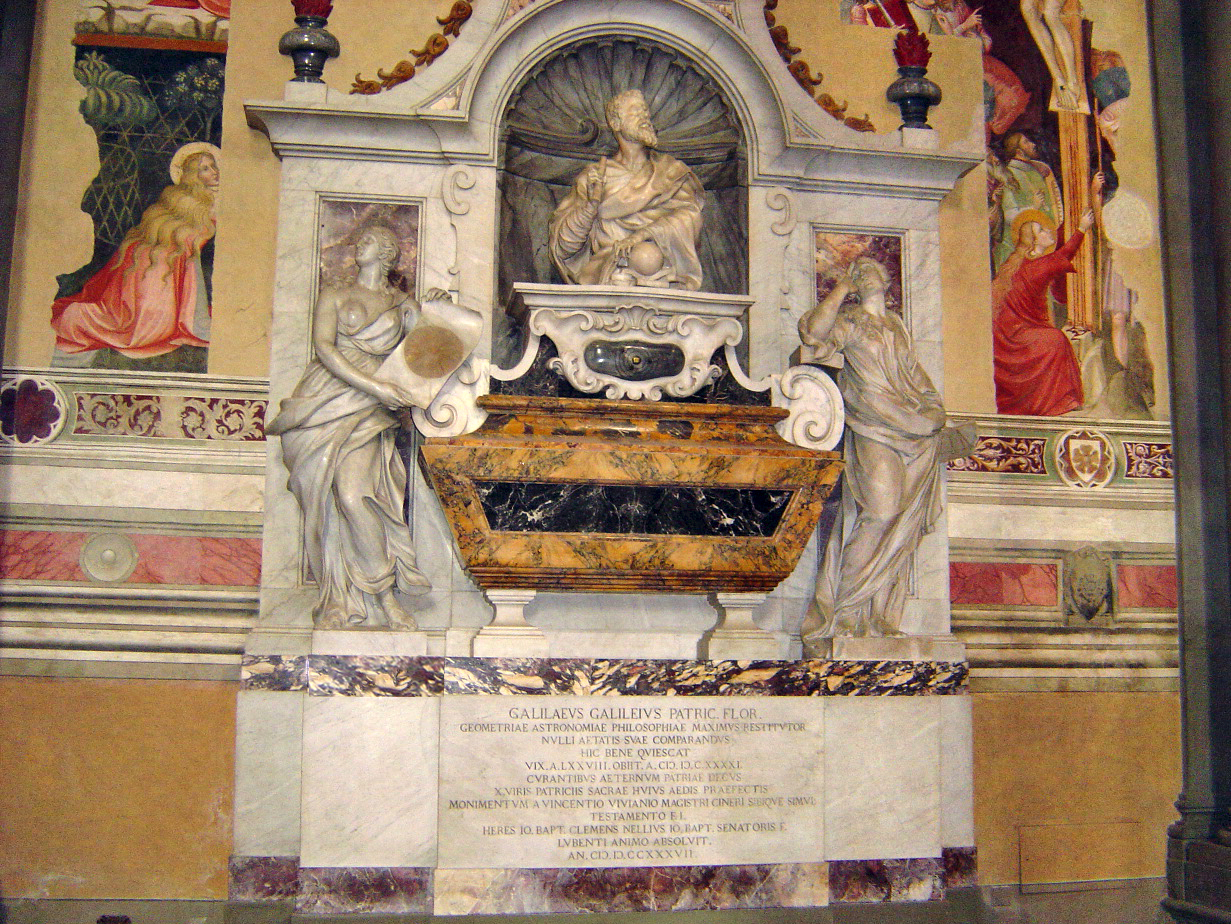
フィレンツェのサンタ・クローチェ聖堂にあるガリレオの墓

当時（中世イタリア）の権力者たちの権力争いの渦 に巻き込まれる中で、次第に敵を増やす形になってしまい、ついにはガリレオのことを快く思わない者によって、彼の支持した地動説を口実に異端審問で追及されるように追い込まれたり、職を失ったり、軟禁状態での生活を送ったりすることになった。
職を失い経済的に苦境に立たされ、齢も重ねたガリレオは病気がちになった。これを知ったルネ・デカルトは、自身も『宇宙論（世界論）』の公刊を断念してしまった。
追い打ちをかけるように、ガリレオを看病してくれていた最愛の長女ヴィルジニア（マリア・チェレステ）を1634年に病気で失ってしまう。
さらに1637年には片目を、1638年頃には両目を失明した。しかし、そうした困難な状況においてもガリレオは口述筆記で成果を残し、1642年に77歳で息を引き取った。

### 年譜

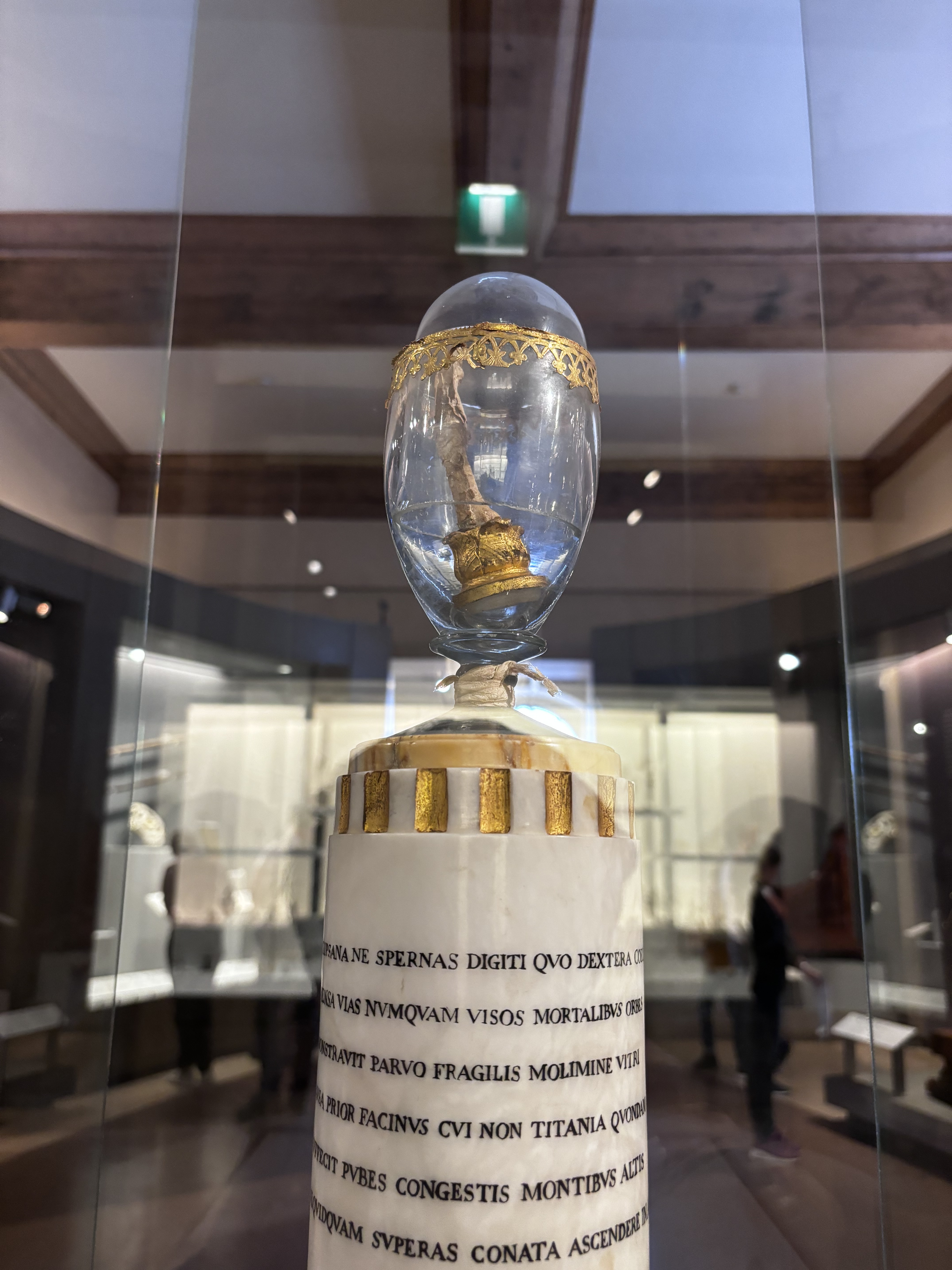
フィレンツェにあるガリレオ博物館に展示されたガリレオの右手中指。死後95年後の1737年にサンタ・クローチェ聖堂へ再埋葬する際に、信奉者らが3本の指、歯、脊椎を持ち出した。2本の指と歯は失われていたが、2009年に発見された。椎骨は、ガリレオが長年教鞭をとったパドヴァ大学にある。

- 1564年 イタリアのピサ郊外で音楽家で呉服商のヴィンチェンツォ・ガリレイの長男として生まれる（当時、この地はトスカーナ大公国領だった）。
- 1581年 ピサ大学に入学（医学専攻）。
- 1585年 ピサ大学退学。家族でフィレンツェに移住。
- 1586年 最初の論文『小天秤』を発表。
- 1587年 初めてローマを訪問。当時の碩学クリストファー・クラヴィウスを尋ね、教授職の斡旋を願う。
- 1589年 ピサ大学数学講師（一説では教授）に就任（3年契約）。
- 1591年 父ヴィンチェンツォ死去。
- 1592年
  - ピサ大学の職が任期切れになる。
  - （ジョルダーノ・ブルーノが捕縛される。）
  - ヴェネツィア共和国（現在のイタリアの一部）のパドヴァ大学教授（6年契約）となり移住。このころ、落体の研究を行ったとされる。
- 1597年 ケプラー宛の手紙で、地動説を信じていると記す。
- 1599年 パドヴァ大学教授に再任。このころ、マリナ・ガンバと結婚。1男2女をもうける。
- （1600年 ジョルダノ・ブルーノ、ローマ教皇庁により火あぶりの刑になる。）
- 1601年からトスカーナ大公フェルディナンド1世の息子コジモ2世の家庭教師を兼任（大学の休暇時期のみ）。
- （1608年 ネーデルランド共和国（オランダ）で望遠鏡の発明特許紛争。）
- 1608年 トスカーナ大公フェルディナンド1世死去。ガリレオの教え子のコジモ2世がトスカーナ大公となる。
- 1609年 5月オランダの望遠鏡の噂を聞き、自分で製作。以後天体観測を行う。
- 1609年 11月30日、月を観測し月が天体であることを理解する。
- 1610年
  - 木星の衛星を発見、「メディチ家（トスカーナ大公家のこと）の星」と名づける。これを『星界の報告』（Sidereus Nuncius）として公刊する。このころから、地動説へ言及することが多くなる。
  - （ケプラーが『星界の報告者との対話』を発刊、ガリレオを擁護する。）
  - ピサ大学教授兼トスカーナ大公付哲学者に任命され、次女のみを連れフィレンツェに戻る。
- 1611年4月25日 リンチェイ・アカデミー入会。それ以降は署名のあとにLinceoと付け加えるようになった[15][16]。
- 1613年 『太陽黒点論』を刊行。
- 1613年ごろ マリナと別れ、彼女の新しい結婚相手を見つけたとされるが、伝記の記載のみで根拠がないともいわれる。
- 1613年ごろ 娘2人を修道院に入れる。
- 1615年 地動説をめぐりドミニコ会修道士ロリーニと論争となる。
- 1616年 第1回異端審問所審査で、ローマ教皇庁検邪聖省から、以後、地動説を唱えないよう注意を受ける。
  - コペルニクスの『天体の回転について』がローマ教皇庁より禁書目録に指定される。
- （各時期詳細不明）ヨハネス・ケプラーの学術書（1609～1621に出版）が全て禁書目録に指定される。（『宇宙の調和』第1巻は1619年2月28日に禁書に）
- 1623年 『贋金鑑識官』がローマ教皇ウルバヌス8世への献辞をつけて刊行される。
- 1631年 娘たちのいるフィレンツェ郊外アルチェトリの修道院の脇の別荘に居住。
- 1632年
  - 『二大世界体系についての対話（Dialogo Sopra I Due Massimi Sistemi del Mondo）』（日本語版は『天文対話』）をフィレンツェで刊行。
  - ローマへの出頭を命じられ、ローマに着く。
- 1633年
  - 6月22日、第2回異端審問所審査で、ローマ教皇庁検邪聖省から有罪の判決を受け、終身刑を言い渡される[17][18]（直後にトスカーナ大公国ローマ大使館での軟禁に減刑）。
  - シエナのピッコロミーニ大司教宅に身柄を移される。
  - アルチェトリの別荘へ戻ることを許される（ただし、フィレンツェに行くことは禁じられた）。
- 1634年 ガリレオを看病していた長女マリア・チェレステ死去（生まれたときの名はヴィルジニア）。
- 1637年 片目を失明。翌年、両眼を失明。以後、執筆は弟子と息子ヴィンツェンツィオによる口頭筆記になる。
- 1638年 オランダで『新科学対話』を発刊。口頭筆記には弟子のエヴァンジェリスタ・トリチェリが行った。
- 晩年 振り子時計を発明。図面を息子とヴィヴィアーニに書き取らせる。
- 1639年12月3日最後の手紙。それはベネデット・カステッリに宛てた手紙で、視力を失ったガリレオに代わりヴィンチェンツォ・ヴィヴィアーニにより書かれた[19]。
- 1642年 アルチェトリにて没。

## 業績

### 天文学

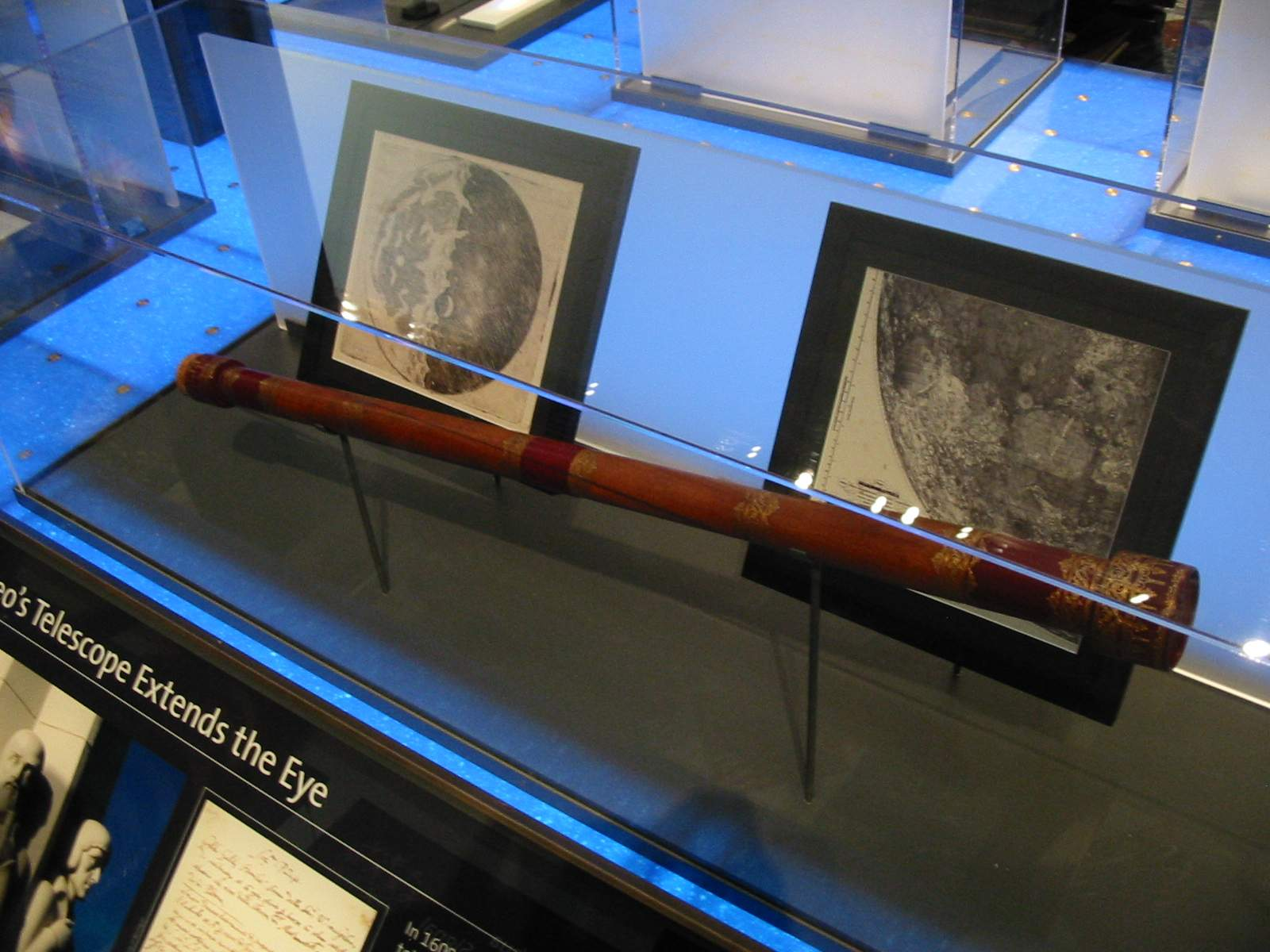
ガリレオのものとされる望遠鏡（模造品（レプリカ）、グリフィス天文台）

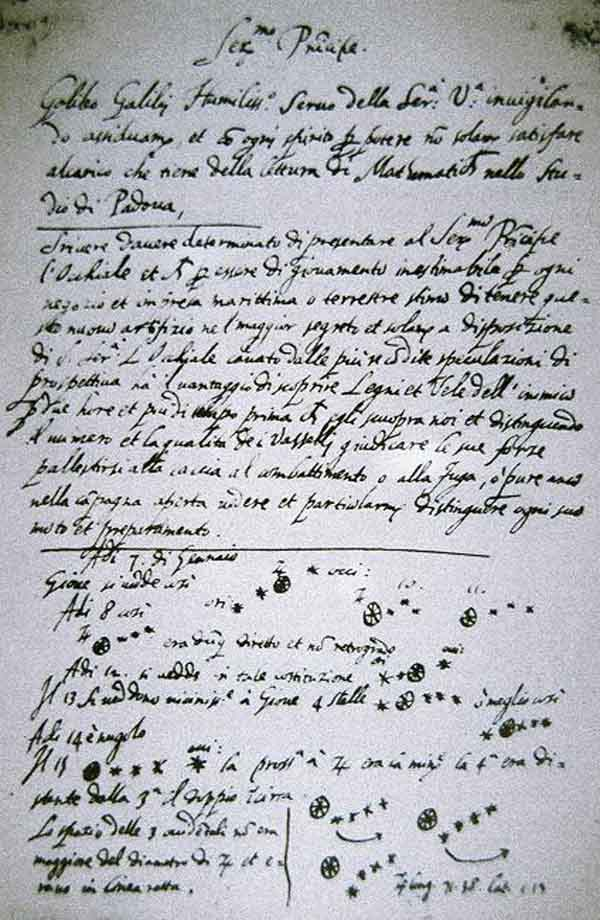
木星の衛星の初の発見を記した草稿とされたもの（20世紀の贋作）。

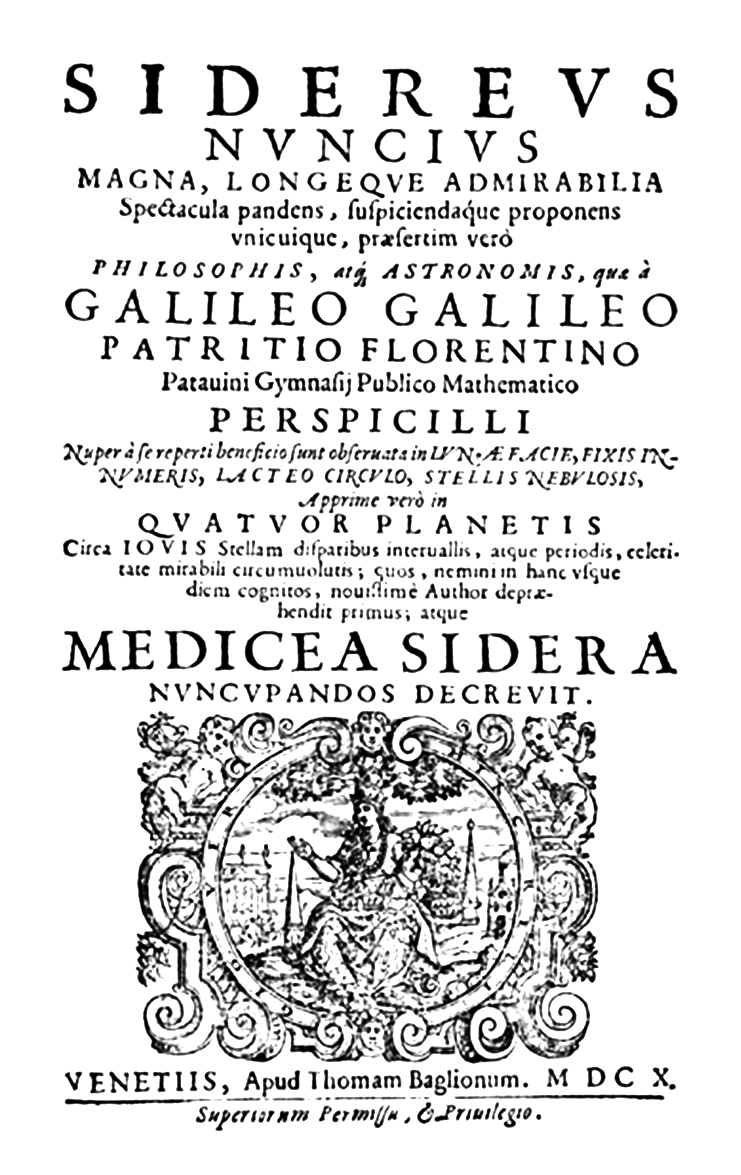
『星界の報告』(1610年)

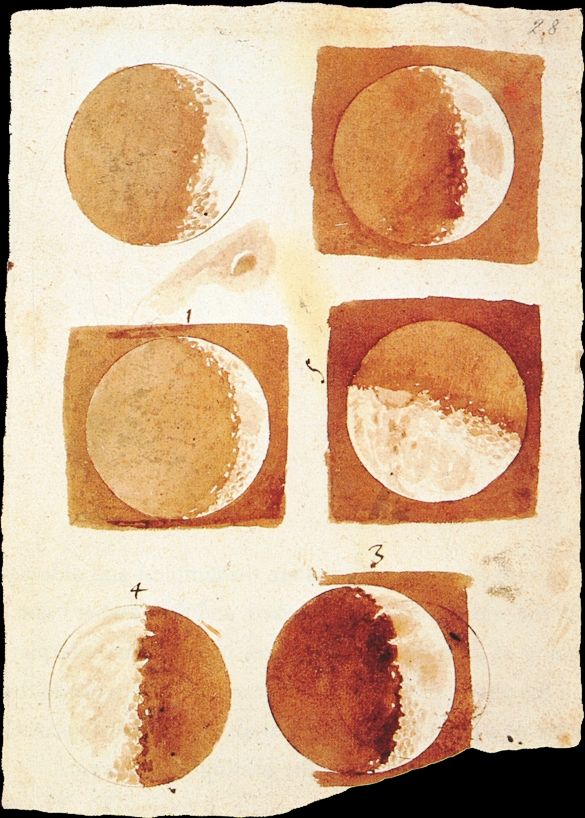
ガリレオによる月の満ち欠けの観測図（1616年）

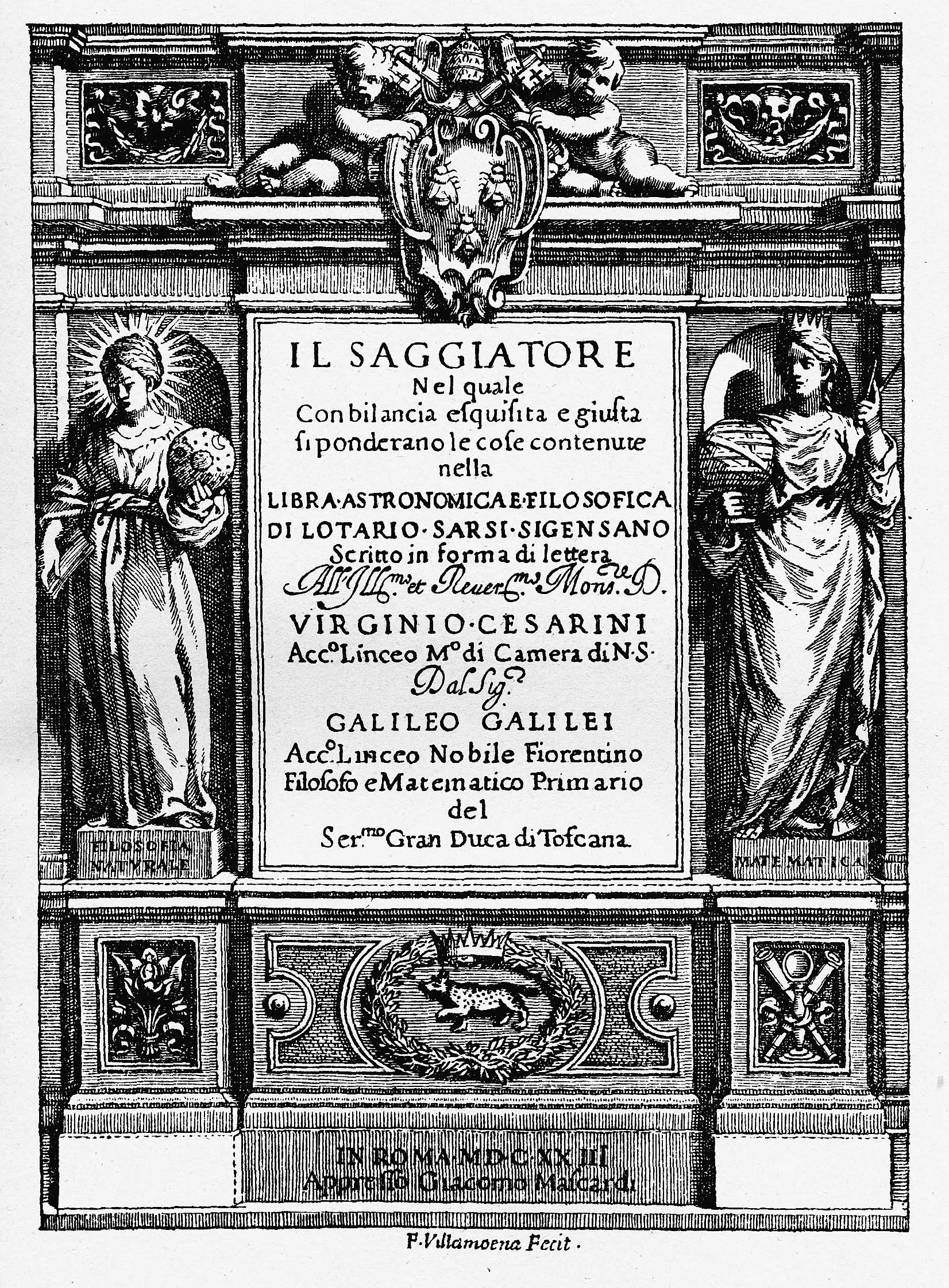
Il Saggiatore『贋金鑑識官』（1623年）。彗星が天体かどうかという問題を巡って、サルシなる人物（論敵のグラッシを想定しているとされる）の説を酷評する。またこの書でガリレオは、自然という書物は数学の言葉で書かれている、という見解を示す。

ガリレオは望遠鏡をもっとも早くから取り入れた一人である。ネーデルラント連邦共和国（オランダ）で1608年に望遠鏡の発明特許について知ると、1609年5月に1日で10倍の望遠鏡を作成し、さらに20倍のものに作り変えた。
これを用いて1609年に望遠鏡を向けて見たガリレオは、月面に凹凸、そして黒い部分（ガリレオはそこを海と考えた）があることを発見した。現代ではこのような岩石型の天体の表面の凹凸はクレーターと呼ばれている。月は完璧に球形であるとする古いアリストテレス的な考えでは説明がつかないものであった。
また、翌年の1610年1月7日、木星の衛星を3つ発見。その後見つけたもう1つの衛星とあわせ、これらの衛星はガリレオ衛星と呼ばれている。これらの観測結果は1610年3月に『星界の使者（Sidereus Nuncius）』として論文発表された（この論文には3月までの観測結果が掲載されているため、論文発表は4月以降と考えられたこともあるが、少なくとも、ドイツのヨハネス・ケプラーが4月1日にこの論文を読んだことが分かっている）。この木星の衛星の発見は、当時信じられていた天動説については不利なものであった（詳細な理由は天動説を参照）。そのため論争に巻き込まれはしたが、世界的な名声を博した。晩年に、これらの衛星の公転周期を航海用の時計として使うことも提案しているが、精度のよい予報ができなかったことや、曇天時に使えないわりには、船舶に大きな設備を積む必要があったことから、実際には使われなかった。
この方法は陸上ではうまく機能し、17 世紀後半には測量や地図作成に使用されていた。木星の衛星を使って描かれたフランスの海岸線と、それ以前を比較した地図も残っている。フランス国王は、天文学者たちが敵国よりも多くの領土を奪った、と不満を漏らしたと言われている。
金星の観測では、金星が月のように満ち欠けを繰り返すうえに、大きさを変えることも発見した。プトレマイオスモデルでは、金星は地球と太陽を結ぶ線に置かれた周転円の上にある。この場合、金星は地球から常に三日月型にしか見えないはずであった。これは、金星が太陽の周りを公転していることの確かな証であった。
さらに、望遠鏡での観測で太陽の黒点を観測した。これは、太陽ですら完全なものではないという疑惑を投げかける発見になった。
ガリレオは、望遠鏡での観測で太陽の黒点を観測した最初の西洋人とされる。ただし、中国の天文学者がこれより先に太陽の黒点を観測していた可能性もある。
ガリレオは晩年に失明しているが、これは望遠鏡の見すぎであると考えられている。
ガリレオは1597年にケプラーに宛てた手紙の中ですでに地動説を信じていると記しているが、17世紀初頭まではそれを公言することはなかった。おもにこれら3点（木星の衛星、金星の満ち欠け、太陽黒点）の証拠から、地動説が正しいと確信したガリレオは、この後、地動説に言及することが多くなった。
そのほか、天の川が無数の恒星の集合であることなども発見した。

### 物理学

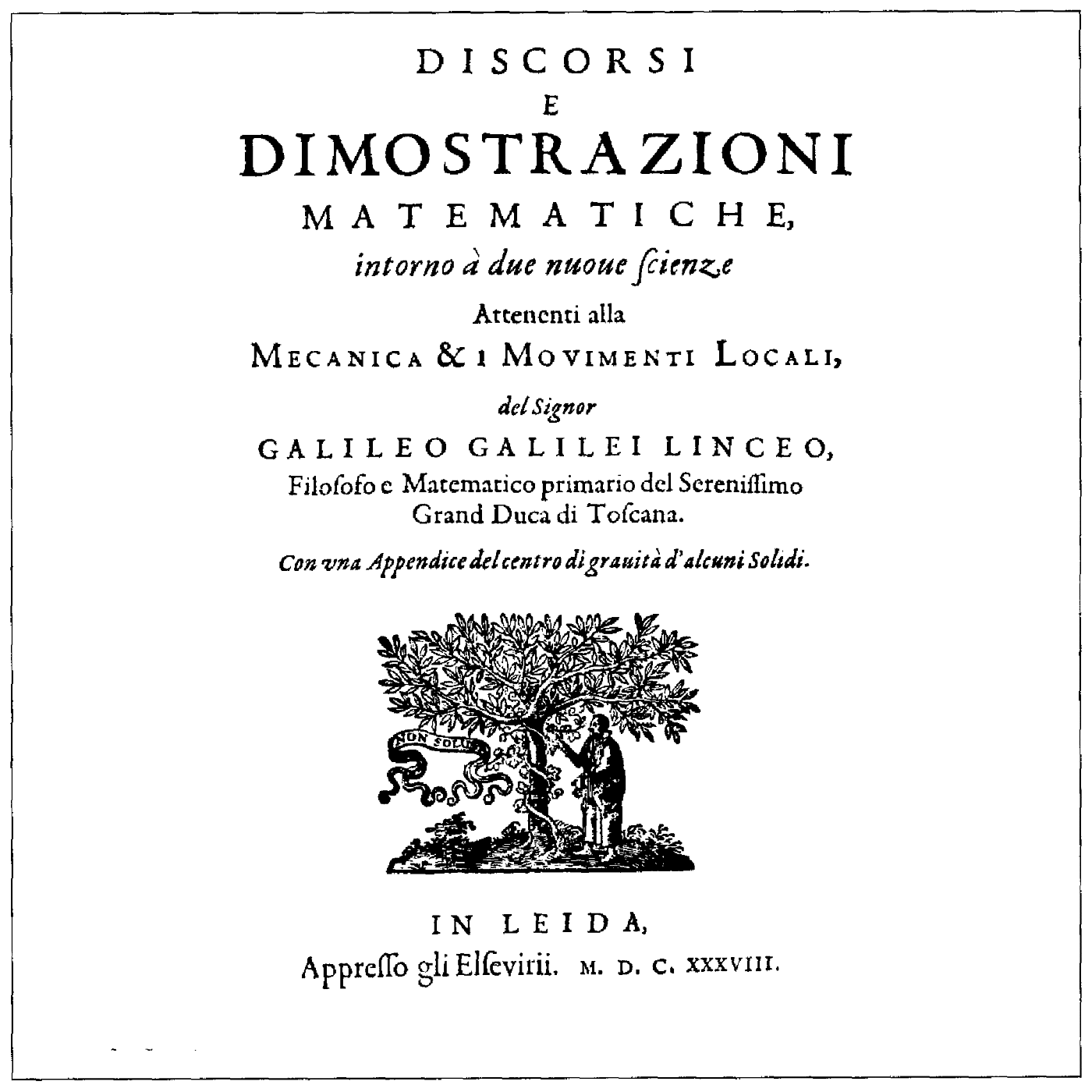
Discorsi e Dimostrazioni Matematiche Intorno a Due Nuove Scienze『新科学対話』1638年刊

ピサ大聖堂で揺れるシャンデリア（一説には香炉の揺れ）を見て、振り子の等時性（同じ長さの場合、大きく揺れているときも、小さく揺れているときも、往復にかかる時間は同じ）を発見したといわれている。ただしこれは後世に伝わる逸話で、実際にどのような状況でこの法則を見つけたのかは不明である。この法則を用いて晩年、振り子時計を考案したが、実際には製作はしなかった。
ガリレオはまた、落体の法則を発見した。この法則はおもに2つからなる。1つ目は、物体が自由落下するときの時間は、落下する物体の質量には依存しないということである。2つ目は、物体が落下するときに落ちる距離は、落下時間の2乗に比例するというものである。その方程式は次のようにあらわされる。
X(t)=1/2at2
この法則を証明するために、ピサの斜塔の頂上から大小2種類の球を同時に落とし、両者が同時に着地するのを見せたとも言われている（ガリレオによるピサの斜塔実験）。この有名な故事はガリレオの弟子ヴィンチェンツォ・ヴィヴィアーニ（Viviani）の創作で、実際には行われていないとする研究者も多い。このエピソードに先立ってすでに「落下の法則」を発見していたオランダ人のシモン・ステヴィンの実験と混同して後世に伝えられることになる。よって後述のアリストテレスの理論を瓦解させたのはガリレオではなくステヴィンの功績となる。
実際にガリレオが行った実験は、斜めに置いたレールの上を、重さが異なり大きさが同じ球を転がす実験である。斜めに転がる物体であればゆっくりと落ちていくため、これで重さによって落下速度が変わらないことを実証したのである。この実験は、実際にもその様子を描いた絵画が残っている。
アリストテレスの自然哲学体系では、重いものほど早く落下することになっていたため、ここでもアリストテレス派の研究者と論争になった。ガリレオ自身は、たとえば、1個の物体を落下させたときと、2個の物体をひもでつないだものを落下させたときで、落下時間に差が生じるのかというような反論を行っている。
また、1638年出版の『新科学対話』(『力学対話』)では、その後の物理学の出発点になり得る、力学、建築材料の強弱論、流体の問題、熱膨張、音響振動、光速度測定法、磁気現象などを扱った。

### 科学革命
ガリレオは、ニコラウス・コペルニクス、ヨハネス・ケプラー、アイザック・ニュートンと並び、科学革命の中心人物とされている。
読者に同一の実験を促して検証させることによって、自説の正しさを証明するという手段をとった、最初期の科学者である。ただし、そのような手段をとった科学者はガリレオ以前にもイブン・アル・ハイサム（ラテン名アルハゼン）、ウイリアム・ハーベー、ウィリアム・ギルバートなどがいる（ハーベーやギルバートも科学革命を推し進めた人物とされている。また、ガリレオは自著の中でたびたびギルバートに言及している）。また、実験結果を積極的に公表した最初期の人物で、落体運動の定量的研究はニュートンの研究を促した。さらに、人工的に設定された状況での物体の運動を実験した最初の人物の一人ともされる。
視力を失ったガリレオ・ガリレイが弟子のヴィンチェンツォ・ヴィヴィアーニに代筆させ、ベネデット・カステッリに宛てた人生最後の手紙において、
とし、疑うことが新たな発見につながることを最後に伝えている。

#### 有名な失敗
ガリレオが発表した説には大きな過ちのある説も多かったが、近代科学の発生初期の人物のため、そのような過ちはあって当然だという指摘もある。同時代のケプラーや若干後のニュートンなども同じような失敗があった。ここでは主なものを挙げる。
- ケプラーの法則が発表されても「すべての天体は完全な円を描いて運動する」と主張し続け、「楕円運動などをするわけがない」というようなケプラーを暗に批判する文も書いている。その意味では、ガリレオはアリストテレス的な考えにまだ縛られていた時代の人物であった。ケプラーの『ルドルフ表』が発表され、楕円軌道に基づいて惑星の位置予報がされる時代になっても撤回しなかった[39]。
- 地動説の証拠として潮汐を挙げた。実際には月と太陽の重力が原因であり、ガリレオの時代の科学ではまだ説明ができない現象であった。ガリレオ自身は潮汐こそが地動説のもっとも重要な証拠だと考えていたふしがあるが、この主張は当時分かっていた科学的事実にも整合せず、最初から誤っていたものであった。もしガリレオの説が正しければ、満潮は日に1度しか起きないはずであるが、実際には通常約2回起きる。ガリレオは2度あるように見えるのは、地形などがもたらすもので例外的なものだと主張した。
- 光速の測定を試みたが、スケールを見誤っていた。遠く離れた2地点で、まずaがランプのカバーを外し、aのランプが明るくなったのを見たbがランプのカバーを外す。aがランプのカバーを外してからbのランプが明るくなるまでの時間を計測するというものである。当然ながら光速が速すぎて失敗した。

### その他のおもな業績
- 小天秤
- 幾何学的・軍事的コンパス

関数尺を改良したもので、さまざまな計算を行うことができた。また分度器の機能も持っており、天体の観測に使用できた。ガリレオはパドヴァ大学教授時代にこのコンパスを販売し、使い方を教えることで収入を得ていた。

## 裁判

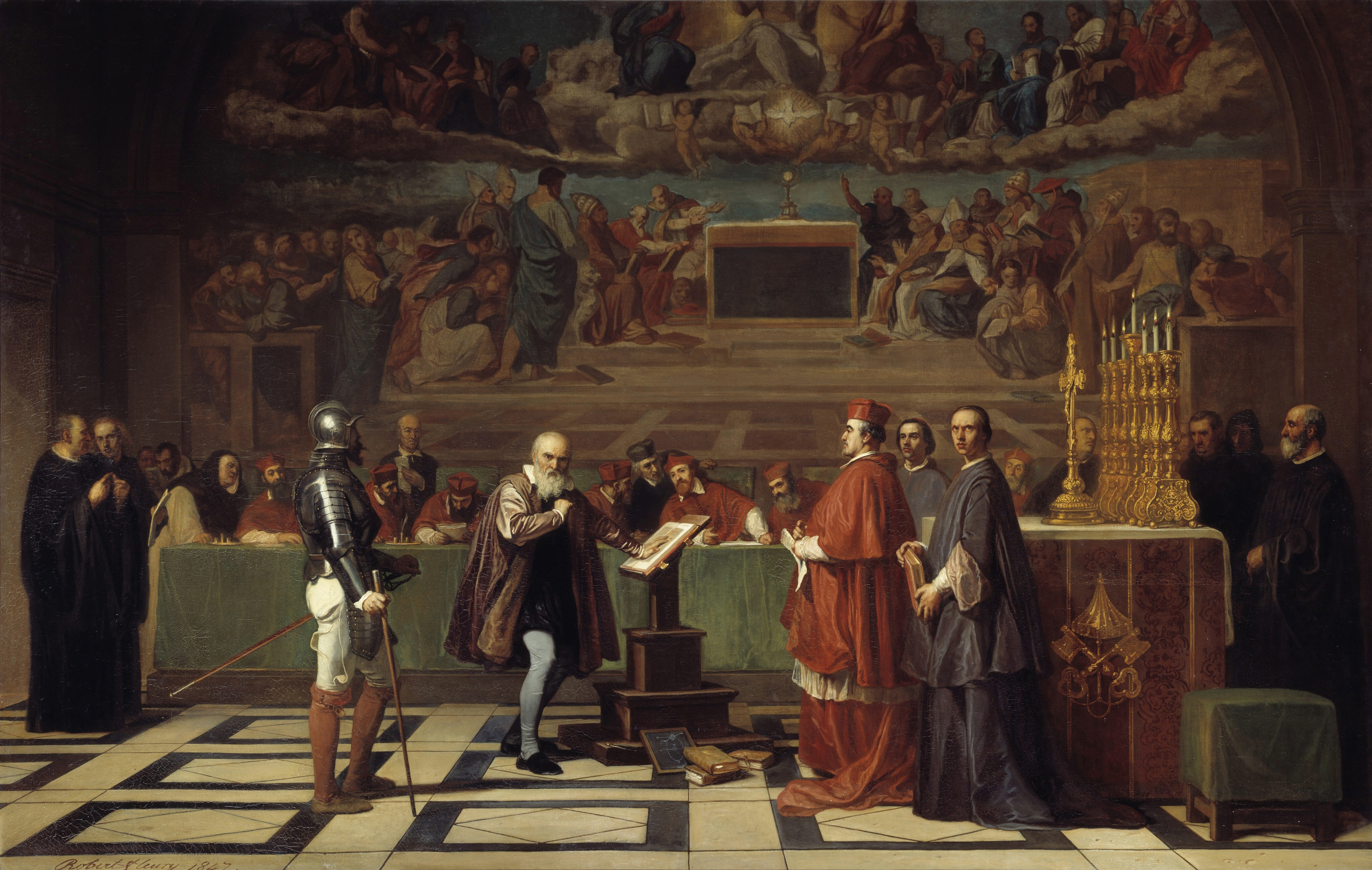
ローマの異端審問所で異端審問を受けるガリレオ

ガリレオが地動説を唱え、それを理由にカトリック教会から有罪判決を受けたことはかなり有名である。このことから、当時地動説を唱えるものはすべて異端とされ、それによって科学の発展が阻害されたと考えられてきた。しかし現在では、ガリレオが神父たちよりもキリスト教の本質をよく理解し、科学的な言葉でそれを説いていたために快く思われず、でっちあげの偽裁判で有罪判決を受けたのではないかと指摘されている。

### 第1回の裁判
ガリレオが地動説について言及し始めると、ドミニコ修道会士ロリーニと論争になり、ロリーニはローマ教皇庁検邪聖省（以前の異端審問所が名を変えたもの）にガリレオが唱えている地動説は異端であると訴えた。この裁判の担当判事はイエズス会員ロベルト・ベラルミーノ枢機卿だった。このときの判決文はバチカンの秘密文書室に保管されているが、第2回の裁判までの途中で偽造された疑いが濃厚である。その内容は、次のようなものであった。
「太陽が世界の中心にあって動かず、大地が動くという上記意見を全面的に放棄し、そしてその意見をふたたび話してでも書いてでも、どのような仕方においても抱かず、教えず、弁護しないよう命じられ、申しつけられた。さもなければ聖省はかれを裁判にかけるであろうと。この禁止令にガリレオは同意し、従うことを約した。」
しかし、この判決文にガリレオの署名はなく、第2回の裁判においてもガリレオは見たことがないと主張している。
第1回裁判の判決が下される少し前、担当判事のベラルミーノがガリレオの友人へ送った手紙には、「私は、あなたとガリレオが、もし自分たちの意見を1つの仮説として、そして1つの絶対的真理としてではなく発表するのであれば、これまで以上に慎重に行動してよいと思う」 と綴り、必ずしもガリレオの研究を否定していない。この手紙の内容と矛盾するため、第1回裁判の判決文は第2回裁判のために偽造されたと考えられている。
第1回裁判の直後、1616年、ローマ教皇庁はコペルニクスの地動説を禁ずる布告を出し、コペルニクスの『天球の回転について』は禁書目録に指定された。
この後コペルニクスの著書は、単に数学的な仮説である、というただし書き、
をつけて、教皇庁から閲覧が再許可された。ガリレオは、ベラルミーノの忠告もあり、しばらくは活動を控えた。

### 第2回の裁判
1630年、ガリレオは地動説の解説書『天文対話』を執筆した。この書は、天動説と地動説の両方をあくまで仮説上の話として、それぞれを信じる2人とその間をとりもつ中立者の計3人の対話という形を取って、地動説のみを唱えて禁令にふれることがないよう、注意深く書いてあった。ガリレオは、ベラルミーノの判決文の内容から、地動説を紹介しても、その説に全面的に賛同すると書かなければ問題はないと考えて出版許可をとり、ローマ教皇庁も若干の修正を加えることを条件に出版許可を与えた。『天文対話』は1632年2月22日、フィレンツェで印刷、発行された。
翌1633年にガリレオは、再びローマ教皇庁の検邪聖省に出頭するよう命じられた。被疑は1616年の裁判で有罪の判決を受け、二度と地動説を唱えないと誓約したにもかかわらず、それを破って『天文対話』を発刊したというものだった。ガリレオが、あえてこの書をローマではなくフィレンツェで許可をとったこと、ローマ側の担当者に、序文と書の末尾だけしか送らずに許可をとったこと、ガリレオが事情に詳しくないフィレンツェの修道士を審査員に指名したことなどが特に問題とされた。ただし、全文が数百ページあるという理由で序文と末尾の送付で済ませることには事前にローマ側担当者も同意しており、ガリレオが指名したフィレンツェの審査官は正規のフィレンツェの異端審問官であった。さらに、書の表紙に3頭のイルカが印刷されていることさえ、それが教皇に手下がいるという意味だというねじ曲げた解釈をする者がローマにおり、問題とされた。ただしこの3頭のイルカは、フィレンツェの出版業者のマークで、ほかの書籍にも印刷されていたため実際には問題にはならなかった。
裁判でガリレオは、ベラルミーノ枢機卿が記した「ガリレオは第1回の裁判で地動説の放棄を誓っていないし、悔い改めが強要されたこともない」という証明書を提出して反論した。しかし検邪聖省は、ガリレオを有罪とするという裁判記録を持ち出して再反論した。この裁判記録には裁判官の署名がなく、これは検邪聖省自らが定めた規則に沿わないものであった。しかし、裁判では有罪の裁判記録を有効とし、ガリレオの所持していた証明書は無効とされた。第1回裁判の担当判事だったベラルミーノは1621年に死去しており、無効の根拠を覆すことはできなかった。この結果、ガリレオは有罪となった。検邪聖省側の記録には、地動説を「教えてはいけない」と書いてあったが、ガリレオが提出した「ベラルミーノ枢機卿の証明書」には、教えることの是非についての記載はなかった。裁判ではこの命令が実際にあったという前提で進められた。ガリレオ自身はそう言われたかどうか記憶にないが、なかったとは言い切れないと答えている。1616年にガリレオとベラルミーノ以外の人物もいたことになっており、これについてはガリレオも認めているが、その人物が誰で何人いたのかについては不明のままであった。
1616年当時の裁判にも参加し、ガリレオの親友でもあったバルベリーニ枢機卿（Maffeo Vincenzo Barberini）は、ローマ教皇ウルバヌス8世となっていたが、教皇の保護は行使しなかった。一説によれば、『天文対話』に登場するシンプリチオ（「頭の単純な人」という意味）は教会の意見を持っており、シンプリチオは教皇自身だと教皇本人に吹き込んだ者がおり、激怒した教皇が裁判を命じたというものがある。この説には物証がないが、当時から広く信じられている。さらにガリレオ自身、敬虔なカトリック教徒であったにもかかわらず、科学については教会の権威に盲目的に従うことを拒絶し、哲学や宗教から科学を分離することを提唱したことも、当初ガリレオを支持していたウルバヌス8世が掌を返したようにガリレオを非難するようになった要因とされる。そして結果的にはガリレオ裁判において、ガリレオを異端の徒として裁かせる結果に繋がっている。
1633年の裁判の担当判事は10名いたが、有罪の判決文には7名の署名しかない。残りの3名のうち1名はウルバヌス8世の親族であった。もう1名はこの裁判にはもとから批判的な判事だったとされている。ただし、判決文に7名の署名しかないのは、単に残りの判事は判決当日、別の公用で裁判に出席できなかっただけではないかという推測もされている。全員の署名がなくても、有罪の判決は有効であった。
有罪が告げられたガリレオは、地球が動くという説を放棄する旨が書かれた異端誓絶文を読み上げた。
その後につぶやいたとされる “E pur si muove”（それでも地球は動く）という言葉は有名であるが、状況から考えて発言したのは事実でないと考えられ、ガリレオの説を信奉する弟子らが後付けで加えた説が有力である。
「それでも地球は動いている」とつぶやいたと言う逸話が広まったのは、死後100年以上経て、1757年に出版されたジュゼッペ・バレッティの『ザ・イタリアン・ライブラリー』で、「ガリレオは、地球は動いていると言ったために、6年間取り調べられ拷問にかけられた。彼は自由になったとたん、空を見上げ地面を見下ろし、足を踏みならして、黙想にふけりながら、Eppur si m(u)ove つまり地球を指して、それでも動いていると言った」と書いているが、その出典は明らかでない。

### 裁判以後
ガリレオへの刑は無期刑であったが、直後に軟禁に減刑になった。しかし、フィレンツェの自宅への帰宅は認められず、その後一生監視付きの邸宅に住まわされ、散歩のほかは外に出ることを禁じられた。すべての役職は判決と同時に剥奪された。『天文対話』は禁書目録に載せられ、1822年まで撤回されなかった。
1638年に作成されたガリレオの遺言書には、遺体をサンタ・クローチェ教会にある一族の墓所に葬るように記されており、メディチ家は大理石の霊廟を作るための費用を用意した。
このことがローマに報告されると、「ガリレオは生前に憎むべき学説によってキリスト教国に物議を醸したことを思い出すべきである」という教皇ウルバヌス8世と甥のフランチェスコ・バルベリーニ枢機卿の意見がトスカナ大公に伝えられ、この計画は中止された。
このように死後も名誉は回復されず、カトリック教徒として葬ることも許されなかった。ガリレオの庇護者のトスカーナ大公は、ガリレオを異端者として葬るのは忍びないと考え、ローマ教皇の許可が下りるまでガリレオの葬儀を延期した。しかし許可はこの時代には出ず、正式な許可に基づく埋葬は1737年3月12日にフィレンツェのサンタ・クローチェ聖堂で行われた。

### 裁判の影響
この後、ガリレオの著書はイタリアでは事実上発行できなくなったため、『新科学対話』は、ガリレオの原稿が何者かによって持ち出され、プロテスタント教国のオランダで勝手に印刷されたという設定で発行された。
フランスのルネ・デカルトは、Traité du monde et de la lumière （タイトルは『世界論』などと訳されている）の原稿をほぼ書き終えていたが、1633年のガリレオ裁判の報を聞いて出版をためらったことを、『方法序説』（1637年刊）に記している。さらに1634年にガリレオの『天文対話』の原稿を手に入れて読み検討してみて、自説を出版するのは危険があると判断したらしいというのは、デカルトはTraité du monde ～で（ガリレオ同様に、あるいはそれ以上に） héliocentrisme（太陽中心説）を展開していたからである。
当時のローマ教皇庁はイタリア外での権力はなかったため、イタリア外では影響はあまりなく、禁書目録を各国に送付する形をとった。

### 裁判の検証
この裁判には疑問が多いことから、19世紀後半から検証が行われた。第1の大きな疑問は、1616年の判決が2種類あり、内容がまったく逆であること、第2には、『天文対話』の発刊にはローマ教皇庁から正式の許可があったにもかかわらず、発刊をもって異端の理由とされたことである。
Giorgio di Santillanaらによれば、有罪の裁判記録そのものが、検邪聖省自身が偽造したものであった。もちろんこれをただちに信じるわけにはいかないが、無罪の判決文が無効という証拠がいまだ見つからないことと、第2の理由もこれにより説明がつくことから、署名のない有罪の判決文は偽造であるという考えが強くなっている。ただし、この1616年の有罪の判決文が偽造であるという説については、偽造した者が誰なのかいまだにわかっていないということもあり、ただちにこれを認めることはできないという主張がある。
このほか、次のような説もある。
1. そもそも、1616年の裁判は存在しない。これは、当時ガリレオは告発も起訴もされていないということを根拠にしている。この説に基づくと、ベラルミーノがガリレオを呼び出したのは、今度、地動説を禁止する布告が出るということをガリレオに伝えるためであった。その後、ベラルミーノがガリレオを呼び出し、何らかの有罪判決を下したという噂が広まったため、困ったガリレオがベラルミーノに無罪の判決文（正確には、ガリレオは何の有罪の判決も受けていないという証明書）を作ってもらったという[66]。
2. 1616年の裁判の署名のない有罪の判決文（らしきもの）は、ベラルミーノが判決を言い渡したときに、同席した者がベラルミーノの口頭での発言を記述したもので、同席者がいたことはガリレオも認めている。ただしこの説でも、記述した者の名が明らかでない。また、担当判事の署名がない以上、有効な文書でないという事実にかわりはない。
3. 1616年の裁判の署名のない有罪の判決文（らしきもの）は、裁判のなりゆきに合わせてあらかじめ用意されたもので、あとはベラルミーノの署名を書き足すだけで有効になるよう、先に作られていたものだった。しかし、結局ガリレオは有罪とならなかったため、この文書にベラルミーノの署名はされなかった。ただし文書はローマ教皇庁に残され、第2回の裁判で証拠とされた[65]。
4. ガリレオ自身、敬虔なカトリック信徒でありながら、哲学や宗教論から科学を分離することを提唱し、教会の権威に基づいた科学的理論を否定していた。これが結果的にはガリレオを異端者として扱う根拠になったとされる。実際、ウルバヌス8世はガリレオを当初は支持していたが、ガリレオが研究を重ね宗教論に基づかない科学的理論を広めるようになると、掌を返したかのようにガリレオを非難するようになった。ガリレオを有罪とするようにウルバヌス8世が直接命令を下したとも言われている。

### ローマ教皇庁の対応
1965年にローマ教皇パウロ6世がこの裁判に言及したことを発端に、裁判の見直しが始まった。最終的に1992年、ローマ教皇ヨハネ・パウロ2世は、ガリレオ裁判が誤りであったことを認め、ガリレオに謝罪した。ガリレオの死去から実に350年後のことである。
2003年9月、ローマ教皇庁教理聖省（以前の異端審問所）のアンジェロ・アマート大司教（Angelo Amato）は、ウルバヌス8世はガリレオを迫害しなかったという主張を行った。
2008年1月16日の『毎日新聞』によると、ローマ教皇ベネディクト16世が17日にイタリア国立ローマ・ラ・サピエンツァ大学での記念講演を予定していたが、1990年の枢機卿時代にオーストリア人哲学者の言葉を引用して、ガリレオを有罪にした裁判を「公正だった」と発言したことに学内で批判が高まり、講演が中止になった。その後ベネディクト16世は2008年12月21日に行われた、国連やユネスコが定めた「世界天文年2009」に関連した説教で、「この行事は、ガリレオ・ガリレイ（1564－1642年）が望遠鏡によって最初に天体観測を行ってから400周年を記念するものです」「過去数世紀に多くの科学者がわたしたちにその知識を深めさせてくれた自然法則も、主のわざを感謝をこめて仰ぎ見るための大きな刺激となります」などと発言した。ガリレオに対する謝罪の発言、および地動説を認める反省の言はなかったにも関わらず、謝罪という報道がなされた。

## その他

### ガリレオの文章の評価
作家イタロ・カルヴィーノは、『なぜ古典を読むのか』『カルヴィーノの文学講義 - 新たな千年紀のための六つのメモ』で、文章の文体を賞賛し、ガリレオを文人（詩人）としてとらえている。

### ガリレオをしのぶ作品や博物館
- （作品）ドイツの作家ベルトルト・ブレヒトは1947年に、戯曲『ガリレイの生涯』（岩淵達治訳、岩波文庫）を書いた。『戯曲ガリレオ 英語版』（笠啓一訳、績文堂出版、2009年）もある。
- （博物館）フィレンツェにはガリレオ博物館があり、ガリレオの残したノート類やガリレオが用いたさまざまな道具の実物などが展示されている。

### 紙幣の肖像
イタリアでは、1973年から1983年まで発行されていた2,000リラ紙幣にガリレオの肖像が採用されていた。

### ガリレオの生年月日
ガリレオ自身が記述したホロスコープによれば、彼の生年月日は1654年2月16日である。『Galileo's Astrology』（Campion, Nicholas and Nick Kollerstrom, Bristol: Cinnabar Books 2004/Culture and Cosmos Vol. 7 no 1, Spring/Summer 2003.）

## おもな著書
- 『星界の報告』（Sidereus Nuncius 1610年）
  - 山田慶兒・谷泰訳、岩波文庫、1976年
  - 伊藤和行訳、講談社学術文庫、2017年
- 『太陽黒点論』（1613年）
  - 上記の岩波版に併録、訳名は「太陽黒点に関する第二書簡」
- 『贋金鑑識官』（1623年）
  - 山田慶兒・谷泰訳 『世界の名著 ガリレオ』中央公論社/中公クラシックス（改訂版）、2009年
- 『天文対話』もしくは『二大世界体系にかんする対話』（1632年）
  - 青木靖三訳、岩波文庫（上下）、度々再版
- 『新科学対話』（1638年）
  - 『静力学について ガリレオ・ガリレイの「二つの新科学対話」』 加藤勉訳、鹿島出版会、2007年
  - 『新科学論議』田中一郎訳、岩波文庫（上下）、2024年
- 『レ・メカニケ』（執筆：1599年頃、仏訳出版：1634年、原本出版：1649年）
  - 豊田利幸解説・訳 『世界の名著 ガリレオ』中央公論社
- 『ガリレオ書簡集 天文学的発見から聖書解釈まで』 小林満訳、水声社、2022年